# Azerbaiyán en el Festival de la Canción de Eurovisión Junior
Azerbaiyán hizo su primera participación en el Festival de la Canción de Eurovisión Junior en 2012. Partía como una de las favoritas de Europa, quedando finalmente penúltimo.
La cadena de televisión del país, İctimai, pensaba debutar en el Festival de la Canción de Eurovisión Junior 2008  (el mismo año que debutó en el Festival de la Canción de Eurovisión). Sin embargo, un tiempo después de confirmar su participación, informó que se retiraba sin llegar a participar al no encontrar una forma adecuada de realizar una selección nacional de representante.
Se retiraron en la edición de 2014 sin motivo alguno, aunque es probable que fue debido a sus conflictos políticos con Armenia.
Su puntuación media hasta su retiro es de 78,25 puntos.

## Participación
| 2012                           | Ámsterdam | Omar Sultanov & Suada Elekberova | «Girls And Boys»      | 11  | 49  |
| 2013                           | Kiev      | Rustam Karimov                   | «Me And My Guitar»    | 7   | 66  |
| No participó entre 2014 y 2017 |           |                                  |                       |     |     |
| 2018                           | Minsk     | Fidan Hüseynova                  | «I Wanna Be Like You» | 16  | 47  |
| No participó entre 2019 y 2020 |           |                                  |                       |     |     |
| 2021                           | París     | Sona Azizova                     | «One Of Those Days»   | 5   | 151 |
| No participó entre 2022 y 2024 |           |                                  |                       |     |     |
| 2025                           | Tiflis    | TBD                              | «TBA»                 | TBD | TBD |

## Votaciones
Azerbaiyán ha dado más puntos a...
| N.º | País                | Pts |
| --- | ------------------- | --- |
| 1   | Rusia               | 38  |
| 2   | Georgia             | 25  |
| 3   | Ucrania             | 23  |
| 3   | Bielorrusia         | 23  |
| 4   | Malta               | 16  |
| 4   | Kazajistán          | 16  |
| 5   | Albania             | 13  |
| 5   | Moldavia            | 13  |
| 6   | Países Bajos        | 11  |
| 6   | Macedonia del Norte | 11  |
| 7   | Francia             | 7   |
| 8   | Australia           | 6   |
| 9   | Italia              | 5   |
| 9   | Israel              | 5   |
| 9   | Bulgaria            | 5   |
| 9   | Suecia              | 5   |
| 10  | Bélgica             | 3   |
| 10  | Polonia             | 3   |

Azerbaiyán ha recibido más puntos de...
| N.º | País         | Pts |
| --- | ------------ | --- |
| 1   | Georgia      | 28  |
| 2   | Ucrania      | 27  |
| 3   | Rusia        | 20  |
| 4   | Albania      | 17  |
| 5   | Italia       | 16  |
| 6   | Países Bajos | 14  |
| 7   | Kazajistán   | 10  |
| 7   | Polonia      | 10  |
| 7   | Portugal     | 10  |
| 7   | Suecia       | 10  |
| 8   | Malta        | 9   |
| 9   | Bulgaria     | 7   |
| 10  | Serbia       | 6   |

## Portavoces
| Año  | Portavoz          | 12 Puntos |
| ---- | ----------------- | --------- |
| 2021 | Suleyman          | Rusia     |
| 2018 | Valeh Huseynbeyli | Rusia     |
| 2013 | Lyaman Mirzalieva | Rusia     |
| 2012 | Leila Hajili      | Albania   |